# Voyager (gruppo musicale britannico)
I Voyager sono stati un gruppo musicale pop rock britannico attivo tra la fine degli anni settanta ed i primi anni ottanta.

## Storia
La band si formò a Newbury nel Berkshire, inizialmente come gruppo di rock progressivo.
Si evolse ben presto verso forme di composizione di stampo prettamente commerciale ed ottenne un buon successo con il singolo Halfway Hotel, che raggiunse la posizione 33 nelle classifiche del Regno Unito nel 1979, seguito dall'album omonimo.
Numerosi altri singoli ed altri due album nel 1980 e 1981 (Act of Love e Voyager) non riuscirono tuttavia a bissare quel successo e ben presto la band arrivò al disgregamento.
Una reunion tra il 2004 e il 2006 condusse alla incisione di un album, Eyecontact (2006).
Il gruppo viene annoverato tra quelli numerosissimi da One-hit wonder, cioè la tipica band capace di sfornare un solo brano di successo senza la capacità di saperlo replicare.

## Formazione
- Paul French – voce, tastiera
- Paul Hirsh – chitarra, tastiera
- Chris Hook – basso
- John Marter – percussioni

## Discografia

### Album in studio
- 1979 – Halfway Hotel
- 1980 – Act of Love
- 1981 – Voyager
- 2006 – Eyecontact

### Raccolte
- 2004 – Travel in Time - The Best of Early Years